# Zbigniew Brzeziński
Zbigniew Kazimierz Brzeziński (pronunțat ˈzbigɲef bʐɛˈʑiɲski) (n. 28 martie 1928, Varșovia, Polonia – d. 26 mai 2017, Falls Church⁠(d), Virginia, SUA) a fost un om de științe politice american, care l-a servit, in calitate de consilier național de securitate, pe președintele Jimmy Carter din 1977 pînă în 1981. Este considerat astăzi, alături de Henry Kissinger și Samuel P. Huntington, o autoritate printre marii strategi globali americani.
A fost și profesor de politică externă a SUA la Universitatea Johns-Hopkins din Baltimore, consilier la Centrul pentru studii politice și strategice (CSIS) din Washington D.C. și autor de cărți politice de specialitate. De asemeni, și consilier la mai multe firme mari americane și internaționale. În timpul administrației președintelui Barack Obama a fost consilier de politică externă.

## Cărți publicate
- Zbigniew Brzeziński: Power and Principle: Memoirs of the National Security Adviser, 1977-1981. Giroux (Martie 1983), ISBN 0-374-23663-1
- Zbigniew Brzeziński: Grand Failure: The Birth and Death of Communism in the Twentieth Century. Collier Books (Martie 1990), ISBN 0-02-030730-6
- Zbigniew Brzeziński: The Grand Chessboard: American Primacy and Its Geostrategic Imperatives. Basic Books (Octombrie 1998), ISBN 0-465-02726-1
- Zbigniew Brzeziński: The Choice: Global Domination or Global Leadership. Basic Books (Martie 2004), ISBN 0-465-00800-3